# 福尾武彦
福尾 武彦（ふくお たけひこ、1919年3月9日 - 2009年3月17日）は、日本の社会教育学者。

## 経歴
福島県出身。東京文理科大学卒、岩手大学教育学部助教授、1961年千葉大学教育学部助教授、教授、83年定年退官、名誉教授、大阪経済法科大学教授、89年退任。

## 著書
- 『民主的社会教育の理論』民衆社 1976
- 『現代を生きる 生きがいを求めて』近代文芸社 2002
- 『生涯学習のあゆみ』光陽出版社 2006

### 共編著
- 『新しい社会教育』岡本正平共著 新評論社 1956
- 『講座・日本の社会教育 第2 農民・労働者』共編 医歯薬出版 1959
- 『現代社会教育』宇佐川満共編著 誠文堂新光社 新・教職教養シリーズ 1962
- 『社会変貌と国民教育』編 民衆社 1973
- 『世界教育史大系 36 社会教育史 1』共著 講談社 1974
- 『公民館入門 住民との結びつきを求めて』千野陽一共編 草土文化 1979
- 『人間性を育てる教育』三輪定宣共編著 啓文社 1990
- 『人びとの学びの歴史』居村栄共編著 民衆社 1994
- 『現代を生きる学び』編著 民衆社 1997
- 『現代を生きるベトナムの民衆 明るさと大らかさはどこから』編著 光陽出版社 2003

## 論文
- Cinii

## 注
1. ↑  『「現代物故者事典」総索引 : 昭和元年～平成23年 2 (学術・文芸・芸術篇)』日外アソシエーツ株式会社、2012年、927頁。
2. ↑  福尾武彦氏死去
3. ↑  『生涯学習のあゆみ』著者紹介